# 알프레도 로렌소 팔라시오스

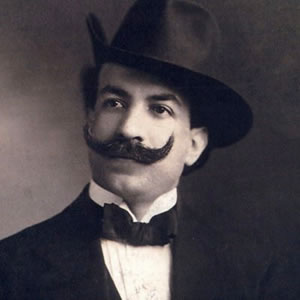
1910년경의 알프레도 팔라시오스.

알프레도 로렌소 팔라시오스(스페인어: Alfredo Lorenzo Palacios, 1878년 8월 10일 - 1965년 4월 20일)는 아르헨티나의 사회주의 정치인이다.
부에노스아이레스에서 태어나 부에노스아이레스 대학교에서 법학을 공부했고, 졸업 후에는 모교의 법학교수가 되어 학장까지 지냈다.
1902년 부에노스아이레스 시의회 의원으로 선출되었고, 1904년 하원의원으로 선출되었다. 이는 아르헨티나 최초이자 미주대륙 최초로 사회주의자가 입법의원에 당선된 것이었다. 팔라시오스는 성착취 금지, 아동노동 및 여성노동 규제, 노동시간 규제, 일요일 휴무 등의 개혁입법에 참여했다.
1932년 상원의원으로 선출되었고, 1943년 상원이 해산될 때까지 상원의원직을 역임했다. 1955년 주우루과이 아르헨티나 대사로 부임했다. 1960년 다시 상원의원으로, 1963년 하원의원으로 선출되었다.